# Akodon mimus
Akodon mimus é uma espécie de roedor da família Cricetidae.
Pode ser encontrada nos seguintes países: Bolívia e Peru.